# Versnellingsmeter
Een versnellingsmeter is een meetapparaat dat een versnelling kan registreren en meten. Het maakt gebruik van het traagheidsprincipe.

## Toepassingen
Het wordt onder andere gebruikt in de seismologie om de trillingen van de aarde in het gebied dicht bij het epicentrum te meten. De trillingen in dit gebied zijn vaak zo hevig, dat de amplitude van de beweging buiten het bereik van een gewone seismograaf komt.
Een andere toepassing van versnellingsmeters is de traagheidsnavigatie. Samen met gyroscopen of ringlasergyrokompassen vormen zij een traagheidsnavigatiesysteem.
Ook worden versnellingsmeters gebruikt om menselijk bewegen te meten. Dergelijke versnellingsmeters zijn klein en licht. Voornaamste parameters die uit het versnellingssignaal worden afgeleid zijn: bewegingsintensiteit, bewegingsduur en energiegebruik.
De bevestigingslocatie bij de mens kan verschillen. Veel gebruikte locaties zijn de heup, de onderrug of de enkel. De kwaliteit van de versnellingsmeter verschilt sterk. Geavanceerde versnellingsmeters met een hoge betrouwbaarheid zijn over het algemeen duurder en maken gebruik van piëzo-capacitieve of piëzo-resistieve sensoren welke continu versnelling meten. De goedkopere meters gebruiken piëzo-elektrische sensoren welke alleen verandering in versnelling meten.
In verschillende gsm's, smartphones en sommige iPods zit een versnellingsmeter die wordt gebruikt om te registreren wanneer de gebruiker ermee schudt, zodat bv. de afspeellijst wordt geshuffled.
Ook in de Wii remote en de PlayStation 3 controller zit een versnellingsmeter om bewegingen van de gebruiker waar te nemen.